# باد راپنوا
شهر باد راپنوا در ایالت بادن-وورتمبرگ در کشور آلمان واقع شده است.

## نگارخانه

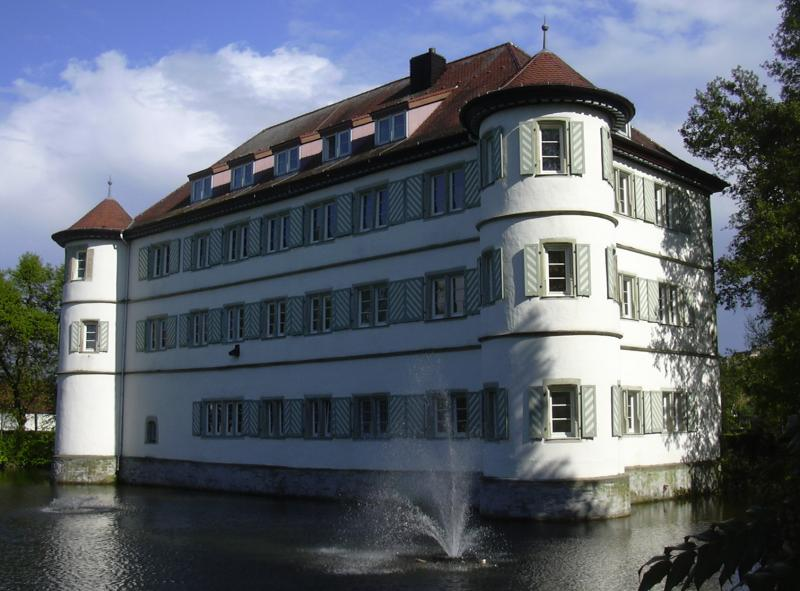
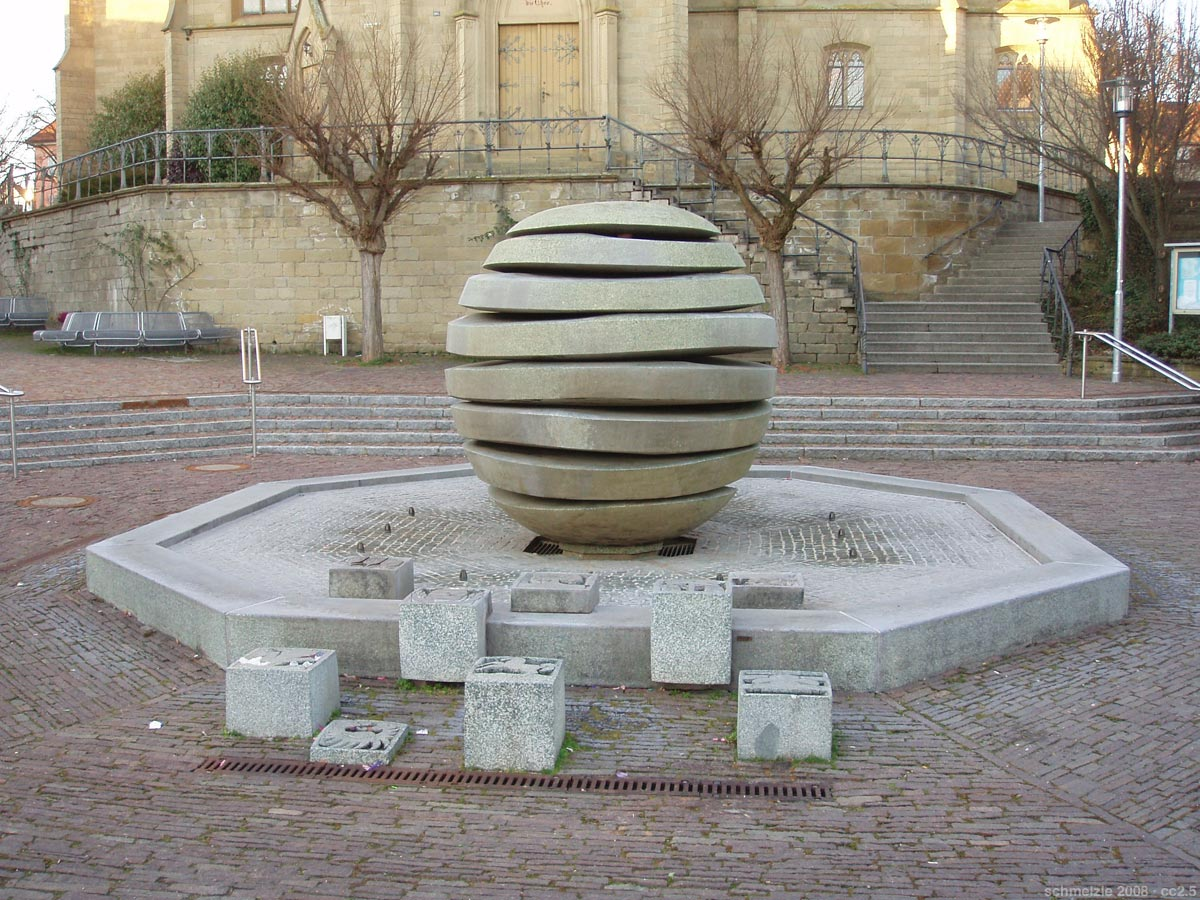
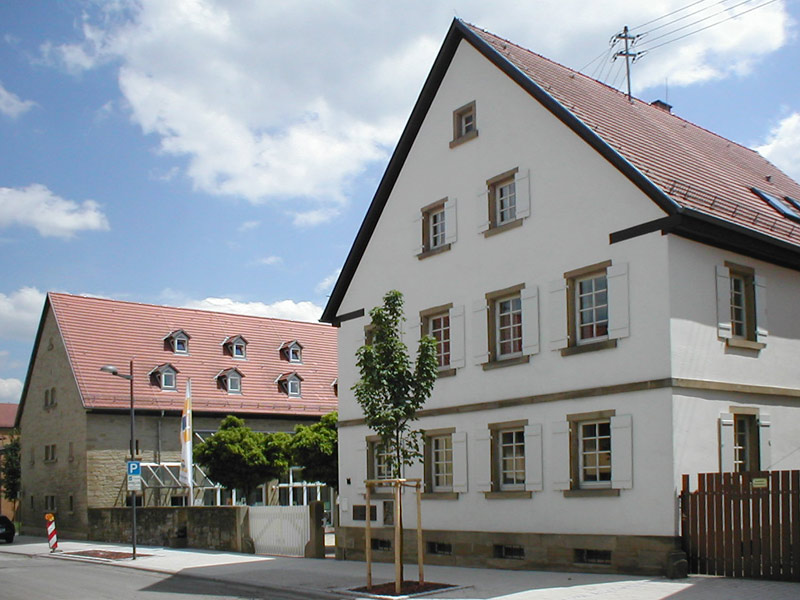
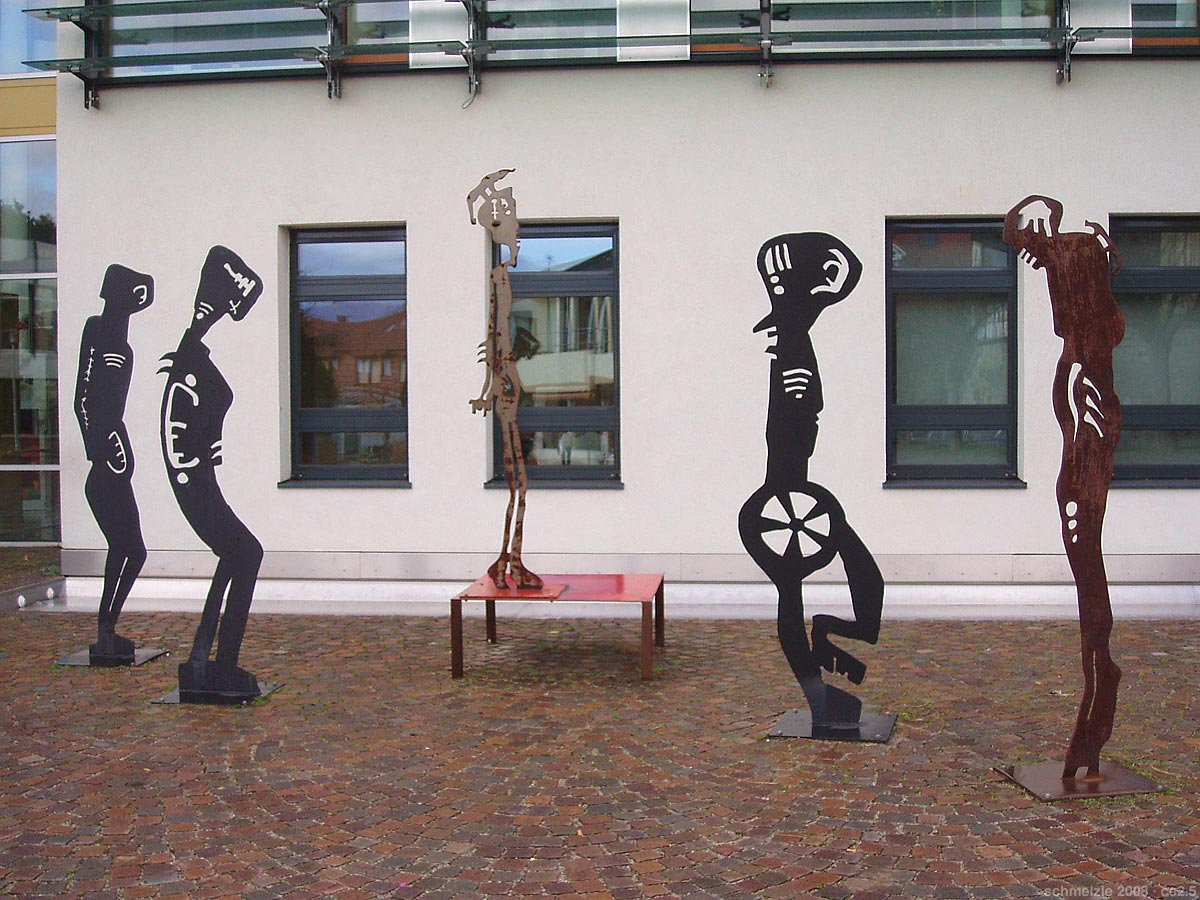